# Pseudina albina
Pseudina albina är en fjärilsart som beskrevs av George Francis Hampson 1910. Pseudina albina ingår i släktet Pseudina och familjen nattflyn. Inga underarter finns listade i Catalogue of Life.